# Oszillierendes Integral
Ein oszillierendes Integral ist ein Objekt aus dem mathematischen Teilgebiet der Funktionalanalysis beziehungsweise aus der mikrolokalen Analysis. Es ist ein verallgemeinerter Integralbegriff, welcher insbesondere im Bereich der Distributionentheorie Anwendung findet. Da die Phasenfunktion den Integranden oszillieren lässt, wurde das Integral entsprechend oszillierendes Integral genannt. Eingeführt wurde dieser Begriff von Lars Hörmander.

## Phasenfunktion

### Definition
Eine Funktion {\displaystyle \phi \in C^{\infty }(X\times \mathbb {R} ^{n}\backslash \{0\})} heißt Phasenfunktion, falls für alle {\displaystyle (x,\xi )\in X\times \mathbb {R} ^{n}\backslash \{0\}}
- der Imaginärteil nichtnegativ ist, das heißt

{\displaystyle \operatorname {Im} \phi (x,\xi )\geq 0}.
- die Funktion homogen ist, das heißt

{\displaystyle \phi (x,\lambda \xi )=\lambda \phi (x,\xi )} für alle {\displaystyle \lambda >0}.
- das Differential ungleich null ist, das heißt

{\displaystyle {\frac {\mathrm {d} \phi (x,\xi )}{\mathrm {d} (x,\xi )}}\neq 0}.

### Beispiel
- Die Abbildungen {\displaystyle (x,\xi )\mapsto \pm \langle x,\xi \rangle }, wobei {\displaystyle \langle \cdot ,\cdot \rangle } das Standardskalarprodukt bezeichnet, sind Phasenfunktionen, welche bei der Fourier-Transformation und ihrer Rücktransformation auftreten.

## Motivation
Sei {\displaystyle \phi } eine Phasenfunktion wie zum Beispiel {\displaystyle \phi (x,\xi )=\langle x,\xi \rangle } und sei {\displaystyle a\in S_{\rho ,\delta }^{m}(X\times \mathbb {R} ^{n})} ein Symbol mit {\displaystyle m+k<-n,\ k\in \mathbb {N} }. Definiere weiterhin
{\displaystyle I_{\phi }(a)(x):=\int _{\mathbb {R} ^{n}}e^{i\phi (x,\xi )}a(x,\xi )\mathrm {d} \xi \in C^{k}(X)}.
Die Abbildung
{\displaystyle S_{\rho ,\delta }^{m}(X\times \mathbb {R} ^{n})\to C^{k}(X),\quad a\mapsto I_{\phi }(a)}
ist stetig. Diese Typen von Parameterintegralen sind im Bereich der Funktionalanalysis verbreitet. So haben zum Beispiel die Fourier-Transformation und die Zweiseitige Laplacetransformation diese Gestalt. Oder auch die Lösung der Bessel’schen Differentialgleichung
{\displaystyle J_{k}(\lambda )=(2\pi )^{-1}\int _{0}^{2\pi }e^{i\lambda \sin(\xi )}e^{ik\xi }\mathrm {d} \xi }
kann so notiert werden.

## Fortsetzungssätze

### Fourier-Transformation aufL2
Die Fourier-Transformation kann auf dem Schwartz-Raum {\displaystyle {\mathcal {S}}(\mathbb {R} ^{n})} durch den Integraloperator
{\displaystyle I_{-tx}(f)(t)={\mathcal {F}}(f)(t)={\frac {1}{\left(2\pi \right)^{\frac {n}{2}}}}\int _{\mathbb {R} ^{n}}e^{-\mathrm {i} tx}f(x)\,\mathrm {d} x}
definiert werden. Mittels eines Dichtheitsargument kann man diesen Operator auf {\displaystyle L^{2}} fortsetzen, jedoch konvergiert das Fourier-Integral nicht für jede {\displaystyle L^{2}}-Funktion. Der Operator muss also anders dargestellt werden.

### Raum der Symbolklassen
Mit {\displaystyle {\mathcal {D}}'(X)} wird der Raum der Distributionen auf {\displaystyle X} und mit {\displaystyle S_{\rho ,\delta }^{m}(X\times \mathbb {R} ^{n})} der Raum der Symbolklassen bezeichnet. Sei {\displaystyle \phi } eine Phasenfunktion und sei {\displaystyle 0<\rho \leq 1}, {\displaystyle 0\leq \delta <1}. Dann gibt es genau eine Möglichkeit eine Abbildung
{\displaystyle I_{\phi }:S_{\rho ,\delta }^{\infty }(X\times \mathbb {R} ^{n})=\bigcup _{m\in \mathbb {R} }S_{\rho ,\delta }^{m}(X\times \mathbb {R} ^{n})\to {\mathcal {D}}'(X)}
zu definieren, so dass für {\displaystyle a\in S_{\rho ,\delta }^{m}(X\times \mathbb {R} ^{n}),\ m<-n} das Integral
{\displaystyle I_{\phi }(a)(x)=\int _{\mathbb {R} ^{n}}e^{i\phi (x,\xi )}a(x,\xi )\mathrm {d} \xi }
existiert und die Abbildung {\displaystyle I_{\phi }:S_{\rho ,\delta }^{\infty }(X\times \mathbb {R} ^{n})\to {\mathcal {D}}'(X)} stetig ist.

## Definition
Die beiden oben erwähnten Fortsetzungssätze zeigen, dass es wünschenswert ist, einen Integralbegriff zu haben, so dass man auch die Fortsetzungen in der Integralschreibweise ausdrücken kann. Dafür kann das im Folgenden definierte oszillierende Integral verwendet werden.

### Oszillierendes Integral
Sei {\displaystyle \chi \in C_{c}^{\infty }(\mathbb {R} ^{n})} eine Abschneidefunktion mit {\displaystyle \chi (\xi )=1} für {\displaystyle |\xi |\leq 1} und {\displaystyle \chi (\xi )=0} für {\displaystyle |\xi |\geq 2}. Außerdem sei {\displaystyle \phi \colon \mathbb {R} ^{n}\times \mathbb {R} ^{N}\to \mathbb {R} } eine Phasenfunktion und {\displaystyle a\in S^{m}(\mathbb {R} ^{n}\times \mathbb {R} ^{N})} eine Symbolklasse. Nun setzt man
{\displaystyle I_{\phi }(a)(x):=\int _{\mathbb {R} ^{N}}e^{i\phi (x,\xi )}a(x,\xi )\mathrm {d} \xi :=\lim _{j\to \infty }\int _{\mathbb {R} ^{N}}\chi \left({\tfrac {\xi }{j}}\right)e^{i\phi (x,\xi )}a(x,\xi )\mathrm {d} \xi \,}
wobei der Grenzwert im Sinne von Distributionen zu verstehen ist. Das heißt, der Grenzwert ist durch
{\displaystyle \langle I_{\phi }(a),u\rangle =\lim _{j\to \infty }\int _{\mathbb {R} ^{N}}\int _{\mathbb {R} ^{n}}\chi \left({\tfrac {\xi }{j}}\right)e^{i\phi (x,\xi )}a(x,\xi )u(x)\mathrm {d} x\mathrm {d} \xi }
für alle Testfunktionen {\displaystyle u\in {\mathcal {D}}(\mathbb {R} ^{n})\cong C_{c}^{\infty }(\mathbb {R} ^{n})} erklärt. Der Integralausdruck {\displaystyle I_{\phi }} heißt oszillierendes Integral.

### Oszillierender Integraloperator
Sei {\displaystyle \phi \colon \mathbb {R} ^{n}\times \mathbb {R} ^{N}\to \mathbb {R} }wieder eine Phasenfunktion und {\displaystyle a\in S^{m}(\mathbb {R} ^{n}\times \mathbb {R} ^{N})} eine Symbolklasse. Die Abbildung
{\displaystyle u\mapsto T_{\lambda }(u)(x):=I_{\phi }(au)(x)=\int _{\mathbb {R} ^{N}}e^{i\lambda \phi (x,\xi )}a(x,\xi )u(\xi )\mathrm {d} \xi }
ist ein oszillierender Integraloperator.

## Beschränktheit aufL2
Lars Hörmander zeigte, dass oszillierende Integraloperatoren unter gewissen Voraussetzungen beschränkte Operatoren auf dem Raum der quadratintegrierbaren Funktionen {\displaystyle L^{2}(\mathbb {R} ^{n})} sind.
Sei {\displaystyle \phi } eine Phasenfunktion und die Symbolklasse {\displaystyle a\colon \mathbb {R} ^{n}\times \mathbb {R} ^{N}\to \mathbb {R} } sei eine glatte Funktion mit kompaktem Träger. Dann existiert eine Konstante {\displaystyle C}, so dass
{\displaystyle \|T_{\lambda }(u)\|_{L^{2}(\mathbb {R} ^{n})}\leq C\lambda ^{-{\frac {n}{2}}}\|u\|_{L^{2}(\mathbb {R} ^{n})}}
gilt, was bedeutet, dass der lineare Operator {\displaystyle T_{\lambda }} auf {\displaystyle L^{2}} beschränkt, also stetig, ist. Außerdem folgt aus dem Satz von Banach-Steinhaus, dass die Familie {\displaystyle (T_{\lambda })_{\lambda }} von Operatoren gleichmäßig beschränkt ist.

## Beispiele

### Besselfunktion
Die Besselfunktion
{\displaystyle {\frac {1}{2\pi }}\int _{-\pi }^{\pi }e^{\mathrm {i} \,x\sin \varphi }e^{-\nu \varphi }\,\mathrm {d} \varphi \,.}
ist ein oszillierendes Integral mit der Phasenfunktion {\displaystyle \sin \varphi } und dem Symbol {\displaystyle e^{-\nu \varphi }}.

### Fourier-Transformation
Sei {\displaystyle a\colon \mathbb {R} ^{n}\times \mathbb {R} ^{n}\to \mathbb {R} } eine glatte Funktion mit kompaktem Träger und mit {\displaystyle a(0,0)={\tfrac {1}{\left(2\pi \right)^{\frac {n}{2}}}}} und sei {\displaystyle \phi (x,\xi )=-\langle x,\xi \rangle } die Phasenfunktion. Durch Reskalieren kann man den oszillierenden Integraloperator
{\displaystyle T_{\lambda }(u)(x)=I_{\phi }(au)(x)=\int _{\mathbb {R} ^{n}}e^{-i\lambda \langle x,\xi \rangle }a(x,\xi )u(\xi )\mathrm {d} \xi }
in
{\displaystyle {\tilde {T}}_{\lambda }(u)(x)=\int _{\mathbb {R} ^{n}}e^{-i\langle x,\xi \rangle }a\left({\frac {x}{\sqrt {\lambda }}},{\frac {\xi }{\sqrt {\lambda }}}\right)u(\xi )\mathrm {d} \xi }
transformieren. Diese Familie von Operatoren ist gleichmäßig beschränkt auf {\displaystyle L^{2}} und für {\displaystyle \lambda \to \infty } erhält man die Fourier-Transformation
{\displaystyle {\tilde {T}}_{\infty }(u)(x)={\mathcal {F}}(u)(x)={\frac {1}{\left(2\pi \right)^{\frac {n}{2}}}}\int _{\mathbb {R} ^{n}}e^{-\mathrm {i} x\xi }u(\xi )\,\mathrm {d} \xi }.

### Pseudodifferentialoperator
Mit Hilfe des oszillierenden Integrals definiert man einen speziellen stetigen und linearen Operator
{\displaystyle T\colon {\mathcal {S}}(\mathbb {R} ^{n})\to {\mathcal {S}}(\mathbb {R} ^{n})}
auf den Schwartz-Raum, welcher durch
{\displaystyle {\begin{aligned}T(u)(x)=I_{\langle x,\xi \rangle }(a\,{\mathcal {F}}(u))(x)&=\int _{\mathbb {R} ^{n}}e^{i\langle x,\xi \rangle }a(x,\xi ){\mathcal {F}}(u)(\xi )\mathrm {d} \xi \\&=\int _{\mathbb {R} ^{n}}e^{i\langle x,\xi \rangle }a(x,\xi )\int _{\mathbb {R} ^{n}}e^{-i\langle y,\xi \rangle }u(y)\mathrm {d} y\,\mathrm {d} \xi \\&=\int _{\mathbb {R} ^{n}}\int _{\mathbb {R} ^{n}}e^{i\langle x-y,\xi \rangle }a(x,\xi )u(y)\mathrm {d} y\,\mathrm {d} \xi \end{aligned}}}
gegeben ist. Die Funktion {\displaystyle a\in S^{m}(\mathbb {R} ^{n}\times \mathbb {R} ^{n})} ist eine Symbolfunktion und der Operator {\displaystyle T} heißt Pseudodifferentialoperator. Es ist eine Verallgemeinerung eines Differentialoperators. Der Integralkern dieses Operators lautet
{\displaystyle K(x,y):=\int _{\mathbb {R} ^{n}}e^{i\langle x-y,\xi \rangle }a(x,\xi )\mathrm {d} \xi }
und ist ein typischer Schwartz-Kern.